# Conner
Conner (Bayan ng  Conner) es un municipio filipino de segunda categoría perteneciente a  la provincia de Apayao en la Región Administrativa de La Cordillera, también denominada Región CAR.

## Geografía
Tiene una extensión superficial de 694.30 km² y según el censo del 2007, contaba con una población de 22.668 habitantes y 3.808 hogares; 24.811 habitantes el día primero de mayo de 2010

### Barangayes
Conner se divide administrativamente en 21 barangayes o barrios, todos de   carácter rural.
| - Allangigan - Buluan - Caglayan (Pueblo Nuevo) - Calafug - Cupis - Daga - Guinamgaman | - Karikitan - Katablangan - Malama - Manag - Nabuangan - Paddaoan - Puguin | - Ripang (Pueblo Viejo) - Sacpil - Talifugo - Banban - Guinaang - Ili - Mawegui |